# Vincenzo Gioberti

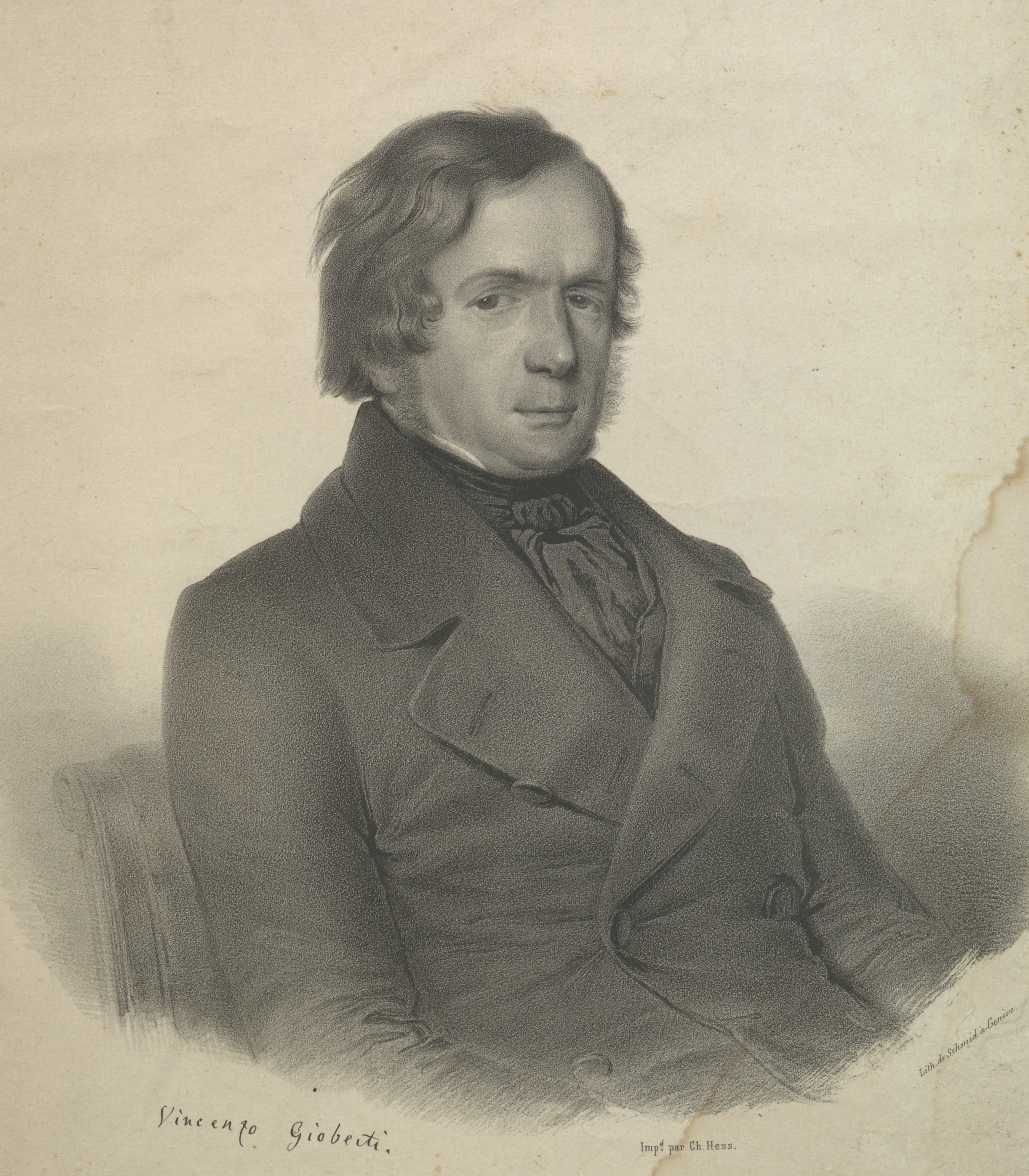
Vincenzo Gioberti

Vincenzo Gioberti (Turijn, 5 april 1801 - Parijs, 26 oktober 1852) was een Italiaans filosoof, schrijver en politicus. Hij zette zich in voor de staatkundige eenmaking van Italië, de zogenaamde Risorgimento.

## Leven en werk

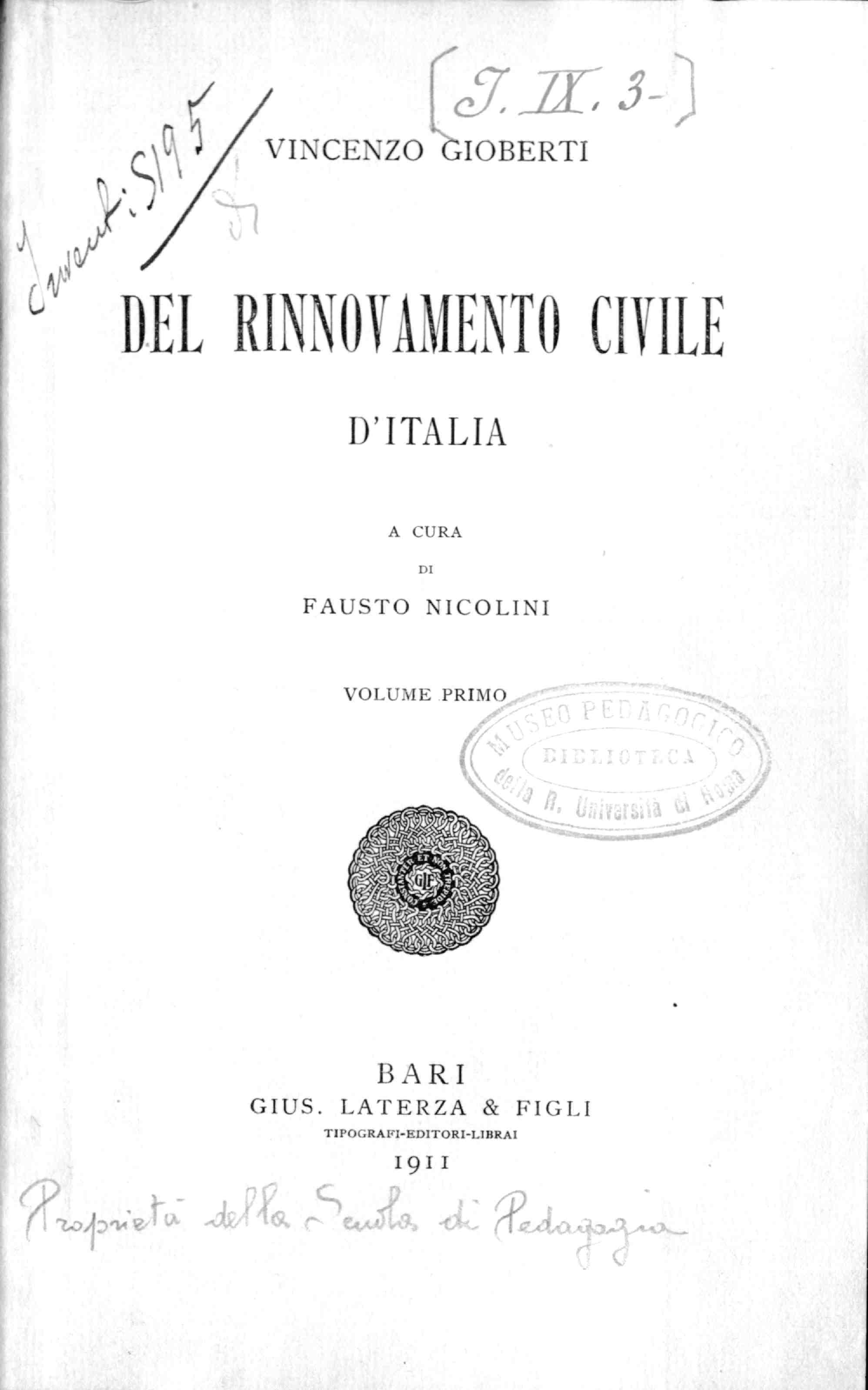
Del rinnovamento civile d'Italia, 1911

### Periode in Italië
Gioberti genoot zijn opleiding in Turijn met het oog op een later priesterschap. In 1817 werd hij koorknaap aan het Hof van het Koninkrijk Sardinië. In 1818 ging Gioberti theologie studeren aan de universiteit van Turijn en doctoreerde er in 1823. Hij werd in 1825 tot priester gewijd, het jaar daarop werd Gioberti aalmoezenier van het Hof.
Gioberti wijdde zich de eerste jaren aan de filosofie, reisde veel en leerde de dichters Giacomo Leopardi en Alessandro Manzoni kennen. Als reactie op het materialisme wilde Gioberti een filosofie die op de theorieën van de middeleeuwse katholieke mystici en op de ideeën van onder meer Nicolas Malebranche gebaseerd was. Deels onder invloed van Giuseppe Mazzini begon hij zich in te zetten voor de staatkundige eenheid van Italië, de zogenaamde Risorgimento.
Zijn ideeën over vrijheid en onafhankelijkheid en zijn overtuiging dat de revolutie snel zou uitbreken zorgden ervoor dat Gioberti op 31 mei 1833 werd aangehouden. Hij werd opgesloten in de citadel van Turijn. In september van dat jaar kreeg hij de toestemming om uit te wijken en reisde via Zwitserland naar Parijs waar hij tot einde 1834 verbleef.

### Periode in Parijs en Brussel
Op sinterklaasdag van dat jaar kwam Gioberti aan in Brussel en werd er leraar geschiedenis en filosofie aan het college dat door zijn landgenoot Pietro Gaggia was opgericht. Gioberti verbleef ruim elf jaar in Brussel en schreef er zijn voornaamste filosofische en literaire werken. Hij bezocht er geregeld Adolphe Quetelet, op dat moment directeur van de Koninklijke Sterrenwacht van België, en kwam in contact met vele vooraanstaande Belgen uit de wereld van de wetenschap en de kunst.
In 1838 verscheen het werk Teoretica del sovranaturale waarin reeds de hoofdgedachte van zijn filosofie naar voren komt. In 1840 schreef Gioberti Introduzione allo studio della filosofia waarin hij zijn standpunt over de studie van de filosofie uiteenzet. Het jaar daarop voerde hij een lange en pijnlijke polemiek met Antonio Rosmini-Serbati, de stichter van de Paters van Liefdadigheid, in Degli errori filosofici di A. Rosmini. In 1843 schreef Gioberti zijn belangrijkste werk, Del primato morale e civile degli Italiani (2 delen) waarin hij het herstel van een zedelijk leiderschap over een verenigd Italië onder de leiding van de paus, het zogenaamde neowelfisme, bepleitte. Omwille van zijn verzoenende strekking werd het boek tot manifest van de gematigden verheven. Ondertussen was Gioberti na de dood van Gaggia directeur geworden van diens college in Brussel.
In 1845 vertrok Gioberti naar Parijs en schreef er eerst Prolegomeni al primato waarin hij van leer trok tegen de misbruiken in de Kerk en daarna Gesuita moderno (8 delen), waarin hij van leer trok tegen de jezuïeten. Van einde 1846 tot juli 1847 verbleef hij in Lausanne om de druk van zijn werk te volgen. Gioberti kreeg van paus Pius IX een berisping wegens zijn scherpe aanvallen. Hij werd niet veroordeeld maar zijn werken werden op de Index geplaatst. Gioberti keerde nog even terug naar Brussel en schreef er zijn verdediging Apologia en zijn beschouwingen met betrekking tot de Italiaanse Risorgimento. Naar aanleiding van de Februarirevolutie in Frankrijk waren er ook in Italië opstanden uitgebroken en Gioberti maande aan tot gematigdheid. Toen in Milaan eveneens de opstand uitbrak, keerde Gioberti terug naar Italië.

### Tweede periode in Italië
Gioberti kwam op 30 mei 1848 aan in Turijn. Hij reisde door Italië waar hij warm werd onthaald en werd door de paus ontvangen. Koning Karel Albert bood hem een zetel aan in de Senaat maar hij weigerde deze. Even later werd hij parlementsvoorzitter en daarna was hij van december 1848 tot februari 1849 eerste minister in het Koninkrijk Sardinië. Na de nederlaag van Karel Albert tegen Oostenrijk en het aantreden van diens zoon Victor Emanuel II was er geen politieke toekomst meer weggelegd voor Gioberti. Hij werd ambassadeur in Parijs.

### Terug in Parijs
In mei 1849 nam Gioberti ontslag en bleef in Parijs. Hij schreef er zijn tweede belangrijkste werk Del rinnovamento civile d'Italia (2 delen, 1851) waarin hij de eenheid van Italië onder de leiding van de koning van Sardinië verdedigde. Hij stierf er in 1852 op 51-jarige leeftijd.

## Werken
- Teorica del sovranaturale (1838)
- Introduzione allo studio della filosofia (1840)
- Considerazioni sopra le dottrine religiose di Victor Cousin (1840)
- Degli errori filosofici di Antonio Rosmini (1841)
- Il primato morale e civile degli Italiani (1843)
- Prolegomeni al primato (1845)
- Gesuita moderno (1846-1848, 8 delen)
- Apologia (1848)
- Del rinnovamento civile d'Italia (1851, 2 delen)
- Operetti politiche (1851)

Na zijn dood verschenen nog:
- Opere inedite (11 delen, 1856-1863)
- Verzameld werk (35 delen, 1877 en volgende)